# Chika

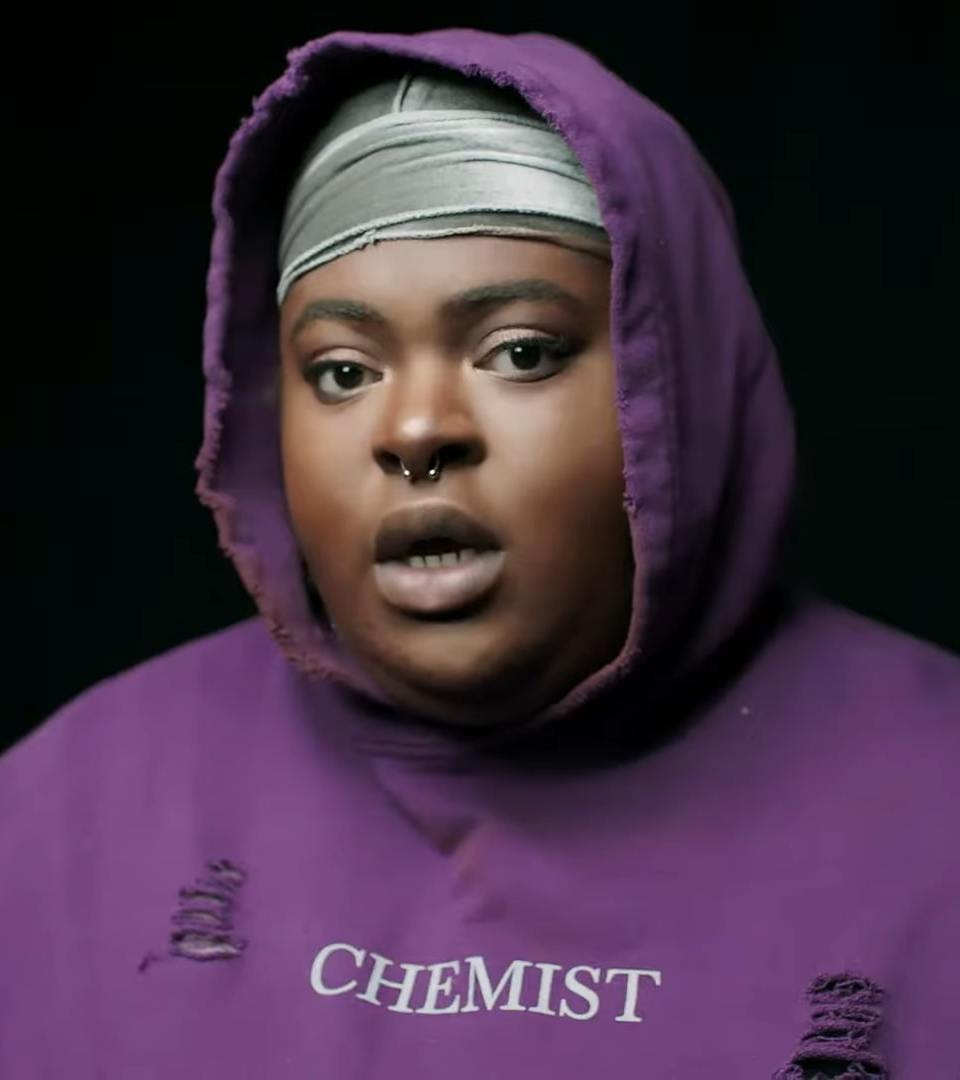
Chika

Chika bzw. CHIKA, eigentlich Jane Chika Oranika, (geboren am 9. März 1997 in Montgomery, Alabama) ist eine amerikanische Rapperin, Model und Schauspielerin. Sie begann ihre Karriere in den Sozialen Medien, bevor sie 2019 bei Warner Records einen Plattenvertrag bekam. 2020 wurde sie in die „Freshman Class List“ des Hip-Hop-Magazins XXL aufgenommen sowie für die Kategorie „Best New Artist“ für die Grammy Awards 2021 nominiert.

## Biografie
Jane Chika Oranika wurde 1997 in Montgomery in Alabama als Tochter nigerianischer Einwanderer geboren. Sie ging auf die Booker T. Washington Magnet High School, um ihr Interesse an Musik und Poetry-Slam auszuleben und bekam eine Zulassung für das Berklee College of Music, das sie sich aufgrund der hohen Kosten allerdings nicht leisten konnte. Sie begann ihr Musikstudium stattdessen an der University of South Alabama, brach dieses jedoch nach einem Jahr ab, um sich auf ihre Musikkarriere zu konzentrieren. Sie beschreibt sich selbst als schwarze, queere, plus-size-Frau, die als Jugendliche Ärger bekam, weil sie in der Schule eine Black-Lives-Matter-Flagge aufgehängt hatte.
Mit einem Video bei twitter am 9. November 2016, einen Tag nach den Präsidentschaftswahlen, wurde sie erstmals öffentlich bekannt. In dem Video fragte sie, während sie sich weiß schminkte: „African-American? Never felt that, never heard of that, never tasted that, never smelled that“ („Afro-Amerikanisch? Niemals gefühlt, niemals davon gehört, niemals geschmeckt, niemals gerochen.“).  Für das Video wurde sie bei twitter gesperrt, sie veröffentlichte es danach auf Instagram. 2017 startete sie die #EgoChallenge, bei der sie das gleichnamige Lied von Beyoncé nutzte und damit die Selbstliebe und das positive Gefühl für den Körper bewarb. Im gleichen Jahr veröffentlichte sie ein Remix von Ed Sheerans Lied Shape of You mit einem Pride-Thema und veröffentlichte eine Poetry-EP. 2018 machte sie erneut auf sich aufmerksam durch eine an Kanye West adressierte Freestyle-Version auf den Beats von dessen Jesus Walks, worin sie seine Unterstützung für Donald Trump kritisierte. Später veröffentlichte sie einen weiteren Freestyle-Rap an Nia Wilson und im August 2018 tauchte sie als Feature auf der Single Coulda Told Me von Rachel Crow auf.
Ihre erste eigene Single veröffentlichte Chika im April 2019 mit dem Titel No Squares. Im darauf folgenden Monat führte sie mit Richey v. Alabama auf Einladung von Lena Waithe auf dem Sender Jimmy Kimmel Live! öffentlich und live auf. Das Lied behandelte Alabama’s Abtreibungsparagraphen von 2019. Im gleichen Jahr unterzeichnete sie einen Vertrag mit Warner Records und veröffentlichte zwei weitere Singles, High Rises und Can’t Explain it feat. Charlie Wilson. Zudem arbeitete sie an einem Feature für JoJos Lied Sabotage, das in den Billboard US R&B Digital Downloads Rang 18 erreichte.
Im Dezember 2019 kündigte Chika eine EP mit dem Titel Industry Games an, der Titelsong erschien am 18. Februar 2020 und die EP selber am 12. März des Jahres. Am 11. August 2020 in die „Freshman Class List“ des Hip-Hop-Magazins XXL aufgenommen, zudem arbeitete sie mit Stevie Wonder, Busta Rhymes und weiteren Künstlern an der Single Can’t put it in the Hands of Fate. Zudem wurde sie für die Kategorie „Best New Artist“ für die Grammy Awards 2021 nominiert, konnte sich aber nicht gegen Megan Thee Stallion durchsetzen. Eine weitere Nominierung erhielt sie für den NAACP Image Award als „Outstanding New Artist“ nominiert.

## Diskografie
EPs
- 2017: Full Bloom // A Poetry EP
- 2020: Industry Games (Warner Records)

Singles
- 2019: No Squares
- 2019: High Rises
- 2020: Can't Explain It, feat. Charlie Wilson
- 2020: Industry Games
- 2020: U Should
- 2020: My Power
- 2020: FWB

Features
- 2018: Coulda Told Me, Rachel Crow feat. Chika
- 2019: Sabotage, JoJo feat. Chika
- 2020: Can’t put it in the Hands of Fate, Stevie Wonder feat. Rapsody, Cordae, Chika and Busta Rhymes

## Belege
1. 1 2 3  Vanessa Willoughby: This 19-Year-Old Got Her Twitter Suspended After She Posted a ‘Whiteface’ Makeup Tutorial, teenvogue.com, 21. November 2016; abgerufen am 8. März 2021.
2. 1 2 3 4  Claire Shaffer: Chika: True to Herself, No Matter What, Rolling Stone, 26. März 2020; abgerufen am 8. März 2021.
3. ↑  Hannah Orenstein: This Girl's Viral #EgoChallenge Uses Beyoncé and Rap as a Reminder to Love Yourself, seventeen.com, 6. Februar 2017; abgerufen am 8. März 2021.
4. 1 2  Jon Blistein, Claire Shaffer: Grammys 2021: Meet the Best New Artist Nominees, Rolling Stone, 1. März 2021; abgerufen am 8. März 2021.
5. ↑  2021 Grammys Awards Show: Complete Nominees List, grammy.com, 24. November 2020; abgerufen am 8. März 2021.
6. ↑  2020 Grammy Winners & Nominees. grammy.com, abgerufen am 15. März 2021 (englisch).
7. ↑  Clayton Davis: Viola Davis, Tyler Perry and Regina King Up for Entertainer of the Year at 2021 NAACP Image Awards, variety.com, 2. Februar 2021; abgerufen am 8. März 2021.
8. ↑  Chartquellen: UK
9. ↑  Auszeichnungen für Musikverkäufe: UK